# Pietermaritzburg
Pietermaritzburg is de hoofdstad en tweede stad van de provincie KwaZoeloe-Natal in Zuid-Afrika. De stad werd gesticht in december 1838 en wordt in de volksmond Maritzburg genoemd, en ook vaak als 'PMB' aangeduid. Met een inwonertal van 223.000 inwoners heeft de plaats een belangrijke regionale functie. De belangrijkste industriële activiteiten betreffen aluminium en voedselproducten.

## Subplaatsen
Het nationaal instituut voor de statistiek, Stats SA, deelt sinds de census 2011 deze hoofdplaats in in 59 zogenaamde subplaatsen (sub place), waarvan de grootste zijn:
Ambleton • Ashdown • Eastwood • Plessis-Laer • Scottsville • Sobantu • Westgate.

## Geschiedenis
De stad werd gesticht in december 1838 door de Voortrekkers na de overgave van Dingane bij de Slag bij Bloedrivier. Zij stichtten de republiek Natalia.
In 1843 nam het Verenigd Koninkrijk het bewind over de stad over en werd zij de zetel van de regering van de Britse Natalkolonie. In 1910, toen de Unie van Zuid-Afrika gevormd werd, werd Natal een provincie van de unie en bleef Pietermaritzburg de hoofdstad.

### Naam
De naam Pietermaritzburg is op niet-eenduidige wijze tot stand gekomen. Er is mogelijk sprake van een herinterpretatie. In 1938 werd tijdens het eeuwfeest van de stad 'bepaald' dat de stad vernoemd zou zijn naar twee Voortrekker-leiders, Piet Retief en Gert Maritz. Oorspronkelijk zou de plaats alleen naar Retief zijn genoemd, aangezien diens volledige naam Pieter Maurits Retief was. Retief werd vermoord door Dingane, de koning van de Zoeloes, halfbroer en opvolger van de befaamde Shaka. Maritz stierf enkele honderden kilometers naar het noorden, en is dus nooit in Pietermaritzburg geweest.

### Apartheid
Niet pas gedurende de apartheidsperiode, maar al decennia eerder onder Britse segregatie was de stad opgesplitst in verschillende gebieden. Negentig procent van de Indische bevolking werd verplaatst naar de plaats Northdale, terwijl de meeste Zoeloes verhuisden naar de township Edendale.

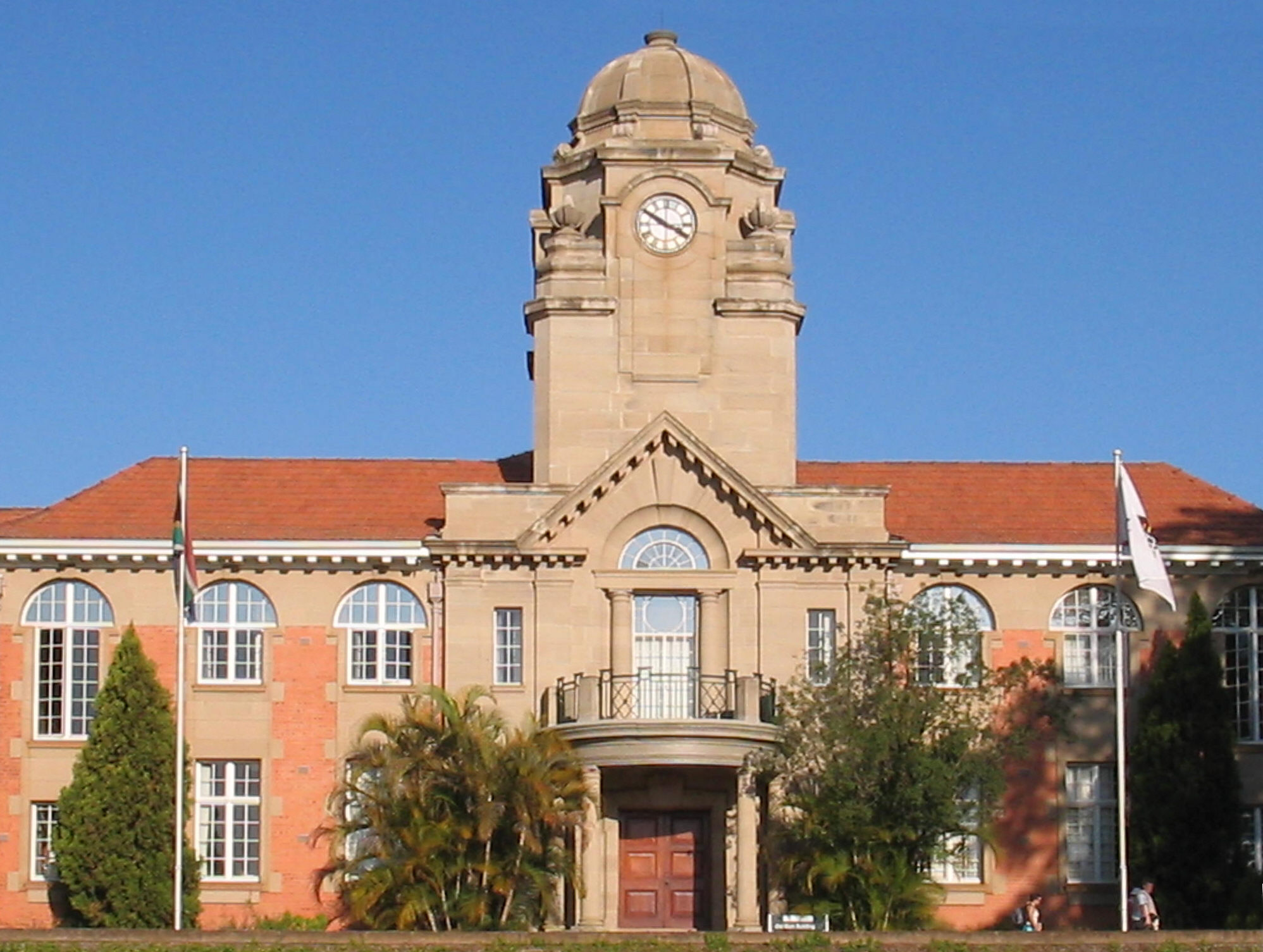
Klokkentoren van de Collin Webb Hall van de universiteit

### De Universiteit
De Universiteit van Natal is opgericht in 1910 als het Universiteit College Natal en uitgebreid naar Durban in 1922. De beide campussen werden samengevoegd tot de Universiteit van Natal in maart 1949. Zij kreeg een groot aandeel in de strijd tegen de apartheid en was een van de eerste universiteiten in het land die werd opengesteld voor studenten van alle rassen. Deze campus kreeg een aanzienlijke lijst academici van wereldklasse en heeft een flink aantal beroemde alumni die onderzoek doen over de hele wereld. Op 1 januari 2004, werd de naam van de universiteit veranderd in University of KwaZulu-Natal, waarvan de hoofdvestiging die in Durban is.

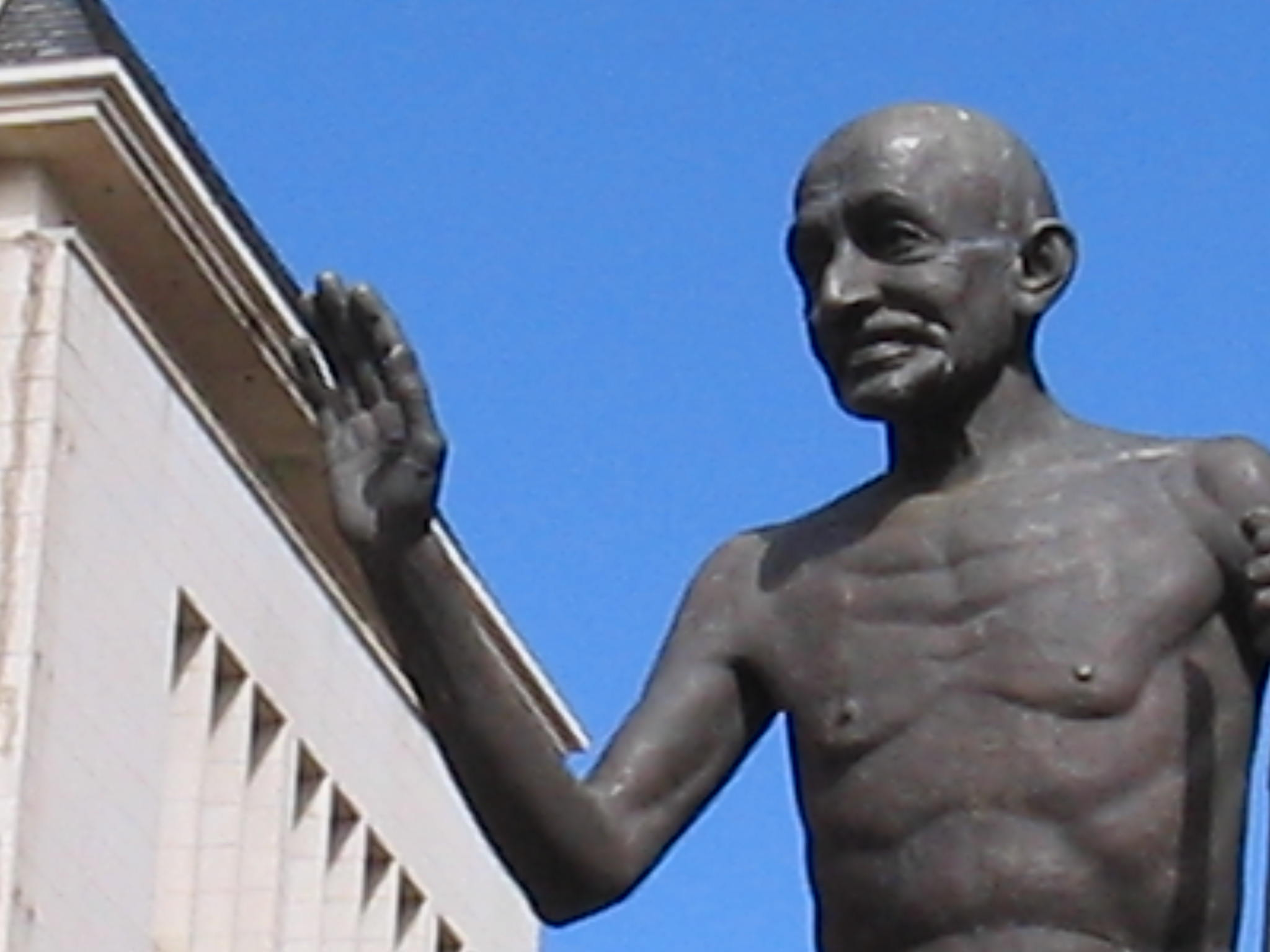
Standbeeld van Mahatma Gandhi

### Mahatma Gandhi
Pietermaritzburg is ook bekend vanwege een bepalende gebeurtenis vroeg in het leven van Mahatma Gandhi. In mei 1893 was Gandhi onderweg naar Pretoria, gezeten in een eersteklascoupé. Een blanke man verwees hem toen naar het goederengedeelte aan het einde van de trein. Gandhi, die een eersteklaskaartje had, weigerde, en werd uit de trein gezet in Pietermaritzburg. 's Nachts, bibberend van de winterkou in een wachtruimte van het station, nam Gandhi de beslissing om in Zuid-Afrika te blijven, en zich tegen de segregatie van en het racisme jegens Indiërs in Zuid-Afrika te verzetten. Dankzij dit verzet ontstond zijn unieke versie van geweldloos verzet, Satyagraha genaamd. Een bronzen standbeeld van Gandhi in de Kerkstraat (thans Church Street), in het centrum van de stad, herinnert aan deze bekende gebeurtenis.

### Andere historische feiten
- De eerste krant van Natal, The Natal Witness (bekend als The Witness), werd hier gepubliceerd in 1846.
- De Botanische tuinen (46 hectare) zijn aangelegd in 1872 door de Botanische Sociëteit van Natal. Zij vormen nog steeds een grote attractie in de stad.
- Het indrukwekkende stadhuis (de City Hall) in victoriaanse stijl, dat het grootste gebouw in rode baksteen is op het hele zuidelijke halfrond, brandde af in 1895 en werd in grote luister herbouwd in 1901, op het hoogtepunt van het Britse imperialisme.
- Tijdens de Tweede Boerenoorlog bouwden de Britten in de stad een concentratiekamp om Boerenvrouwen en -kinderen gevangen te houden.
- In 1962 werd de nog jonge Nelson Mandela, op wie onder het apartheidsregime jacht werd gemaakt, gearresteerd in de nabije stad Howick, even ten noorden van Pietermaritzburg. Deze arrestatie betekende het begin van de 27-jarige gevangenschap van Mandela. Er is nu een monument voor hem op de plaats van zijn arrestatie.

## Status van hoofdstad
Tot aan de afschaffing van de apartheid in 1994 was Pietermaritzburg de hoofdstad van de provincie Natal. Na de eerste post-apartheidsverkiezingen in Zuid-Afrika, gewonnen met een meerderheid voor de Inkatha Freedom Partij (IFP), moest Pietermaritzburg zijn status van hoofdstad delen met de stad Ulundi. Pietermaritzburg werd de politieke hoofdstad en Ulundi de administratieve. De nationalistische Zoeloepartij IFP wilde Ulundi, dat de hoofdstad van het Zoeloe-rijk was voor de verovering door de Britten in de Anglo-Zulu Oorlog, de hoofdstad van de provincie maken. Ulundi was ook al de hoofdstad geweest van bantoestan KwaZulu, die deel uitmaakt van het huidige KwaZoeloe-Natal. Het ontbrak Ulundi echter ten zeerste aan goede infrastructuur om een effectieve regeringsplaats te zijn. Het Afrikaans Nationaal Congres (ANC) en de Democratische Partij, de twee andere grote politieke partijen in de provincie, wilden dat alleen Pietermaritzburg de hoofdstad zou blijven. Het debat werd uiteindelijk beslecht toen het ANC in 2004 de macht kreeg in de provincie. Het verklaarde Pietermaritzburg tot hoofdstad van heel KwaZoeloe-Natal. Dit resulteerde in de verhuizing van verschillende regeringsgebouwen naar Pietermaritzburg. Deze beslissing werd over het algemeen verwelkomd als een positieve ontwikkeling voor de regio.

## Sport
Atletiek
Elk jaar in juni vindt de Comrades Marathon plaats tussen Pietermaritzburg en Durban. De marathon bestaat sinds 1921 en er doen duizenden lopers aan mee. Start en finish wisselen elk jaar tussen de twee steden.
Kano
In januari worden de jaarlijkse kanoraces gehouden, Dusi Kano Marathon, eveneens van Pietermaritzburg naar Durban. De route volgt de Msunduzi Rivier die uitmondt in de Mgeni River, door de Vallei van duizend heuvels tot aan de Inandadam en vanaf daar tot aan de uitmonding in de Indische Oceaan.
Zwemmen
De Midmar Mile is een van de grootste jaarlijkse open-waterzwemwedstrijden in de wereld en vindt in februari plaats in het bassin van de Midmardam, ten noorden van Pietermaritzburg. Het evenement trekt ongeveer 16.000 zwemmers vanuit de hele wereld.
Voetbal
- De meest prominente voetbalclub is Maritzburg United, deze club speelt in de Premier Soccer League.
- De oudste voetbalclub van Zuid-Afrika, Savages fc, gesticht in 1882, heeft z'n thuis in Pietermaritzburg.

## Geboren
- Kevin Volans (1949), componist en muziekpedagoog
- Megan Hall (1974), triatlete
- Bryce Moon (1986), voetballer

### Beroemde inwoners
- Erasmus Smit 1776 - 1863, zendeling
- Brendon Dedekind (1976), zwemmer
- Bessie Head (1937), schrijver
- Charles Llewellyn (1876), cricketspeler
- Tom Sharpe, schrijver, die de stad beschreef als "half het formaat van een begraafplaats in New York maar dubbel zoveel doden"